# AsteroidOS
AsteroidOS è un sistema operativo open source  sviluppato per smartwatch. È disponibile come firmware sostitutivo per alcuni dispositivi indossabili Android.

## Architettura software
AsteroidOS è realizzato come una distribuzione linux incorporata tramite OpenEmbedded ed è eseguito sopra un kernel Linux e il sistema di init systemd.
L'interfaccia utente è completamente scritta con il toolkit Qt5. Le applicazioni sono scritte in QML con componenti grafici in Qt Quick e QML-Asteroid.
Asteroid-launcher è un compositor Wayland e consiste in una home screen tramite il quale si interagisce con le applicazioni, le videate dello schermo, le notifiche e le impostazioni. Asteroid-launcher è eseguito tramite un layer di compatibilità con libhybris che fa uso dei driver GPU Bionic.

## Applicazioni fornite
Con la release 1.0 di AsteroidOS vengono fornite preinstallate le seguenti applicazioni:
- Agenda: Fornisce basilari capacità di calendario
- Alarm Clock: Fa vibrare l'orologio ad orari impostabili
- Calculator: Permette calcoli matematici basici
- Music: Controlla e sincronizza il player musicale del dispositivo
- Settings: Configura orario, data, lingua, Bluetooth, Luminosità, sfondo, videate e l'USB
- Stopwatch: Cronometro
- Timer: Effettua un conto alla rovescia rispetto ad un lasso di tempo impostabile
- Weather: Mostra le previsioni del tempo dei successivi cinque giorni